# Río Mulatos (vattendrag i Ecuador)
Río Mulatos är ett vattendrag i Ecuador.   Det ligger i provinsen Napo, i den centrala delen av landet, 110 km sydost om huvudstaden Quito.